# Second Adam

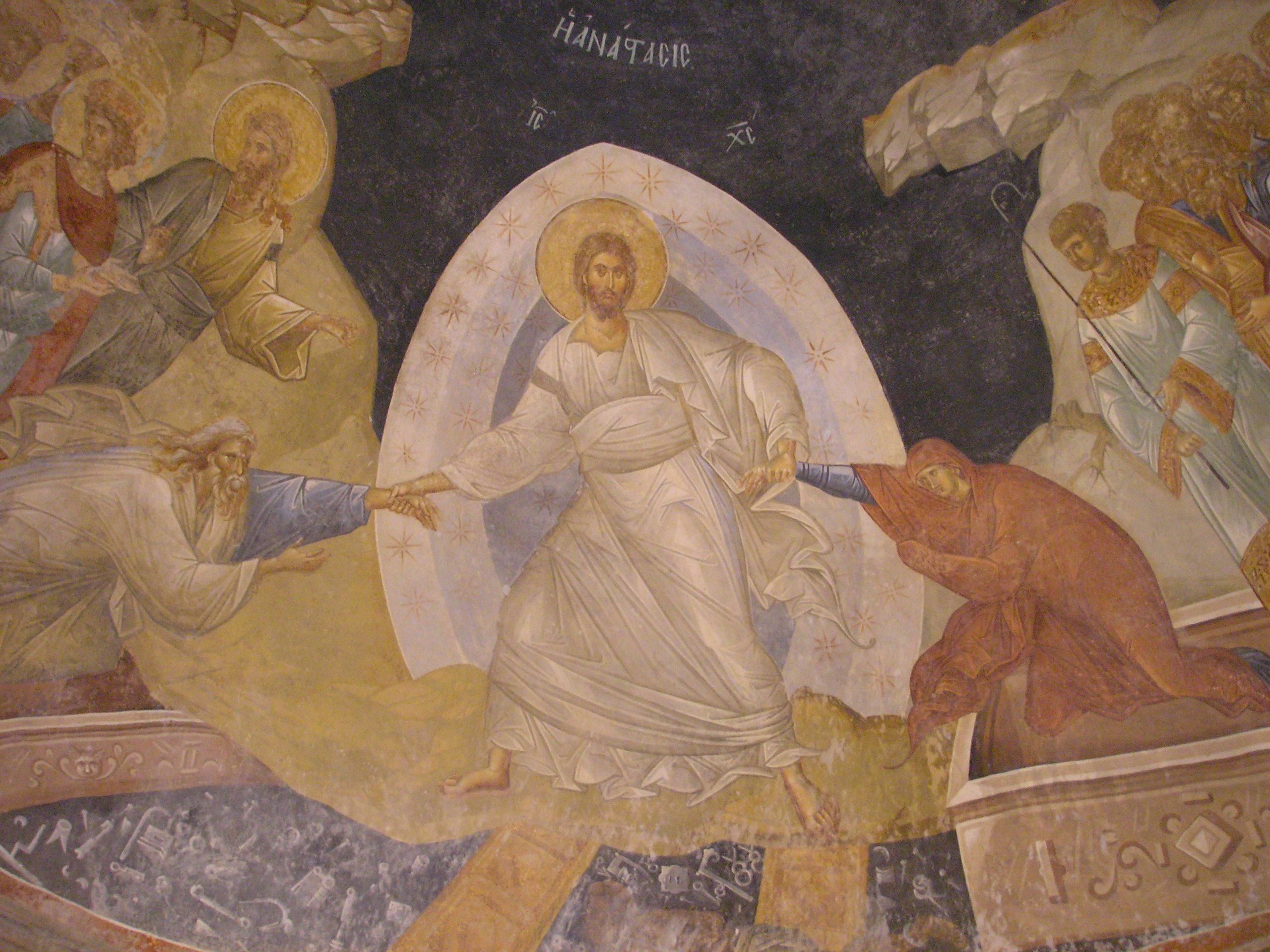
Jésus ressuscité tire Adam des Enfers. Fresque située dans l'église Saint-Sauveur-in-Chora, à Istanbul.

Le second Adam, nouvel Adam ou encore dernier Adam (en grec ancien ὁ ἔσχατος Ἀδὰμ) sont des noms donnés à Jésus-Christ. Ils sont fondés principalement sur le chapitre 5 de l'épître aux Romains, bien qu'aucune de ces expressions n'y soit mentionnée, et sur le chapitre 15 de la première épître aux Corinthiens où le « dernier Adam » est bien un nom attribué à Jésus-Christ.
Ce concept paulinien, qui met en miroir le premier homme créé et le Rédempteur, a ensuite été repris et commenté par de très nombreux théologiens dès le Ier siècle jusqu'au XXIe siècle, mais aussi par de nombreux artistes.

## Théologie

### Dans les épîtres de Paul

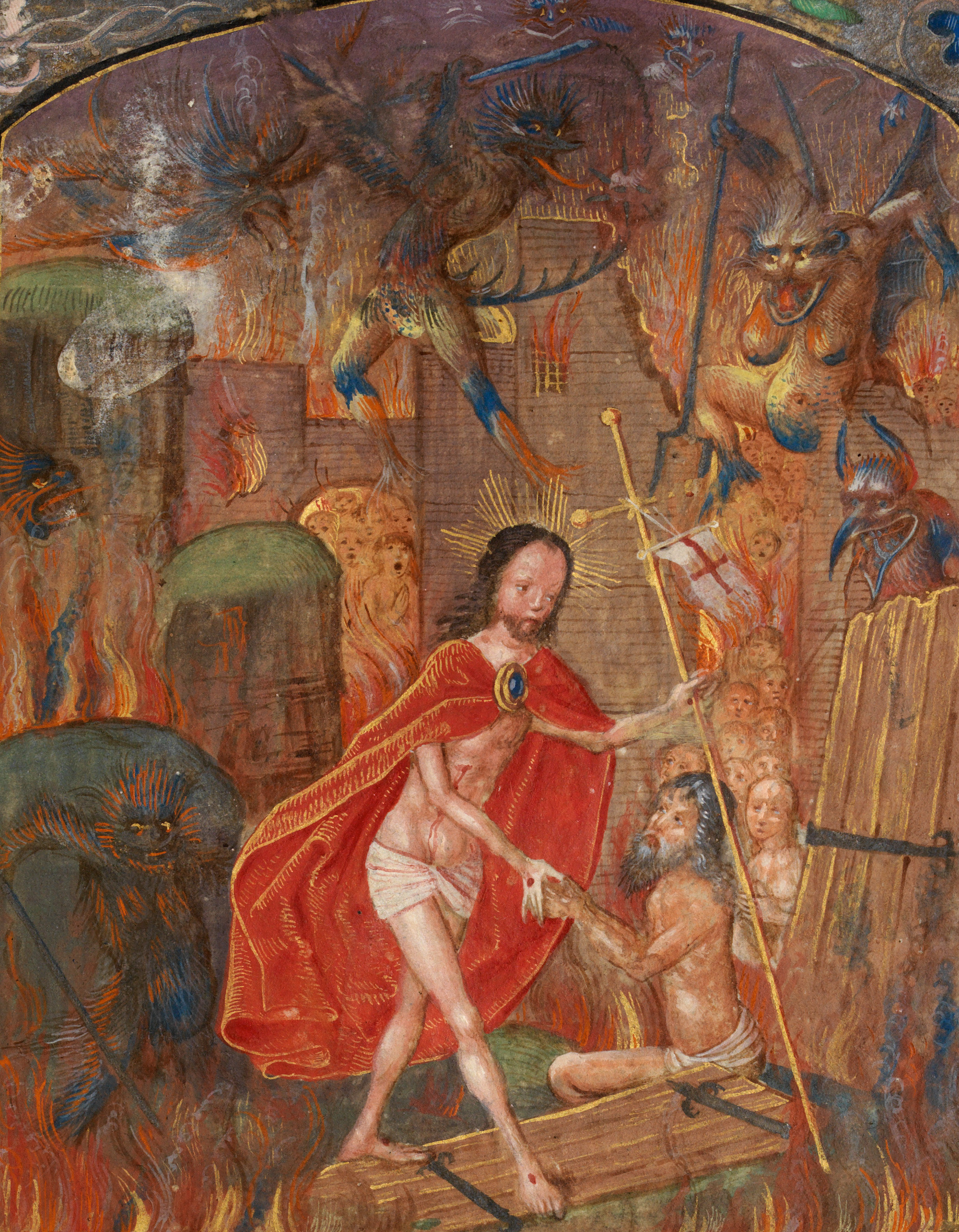
Descente aux Enfers du Christ, qui libère Adam de son tombeau (page 125 du Passionnaire de Vaux, manuscrit enluminé de la fin du.

La désignation du Christ comme « Second Adam » date principalement de l'écriture de l'épître aux Romains, écrite par Paul de Tarse. Dans le cinquième chapitre de cette lettre, les versets 12 à 21 montrent l'analogie entre Adam et Jésus-Christ. Les termes de « second Adam », de « nouvel Adam » ou de « dernier Adam » n'y sont toutefois pas employés explicitement :

« C’est pourquoi, comme par un seul homme [Adam] le péché est entré dans le monde, et par le péché la mort, et qu’ainsi la mort s’est étendue sur tous les hommes, parce que tous ont péché, […] Mais il n’en est pas du don gratuit comme de l’offense ; car, si par l’offense d’un seul il en est beaucoup qui sont morts, à plus forte raison la grâce de Dieu et le don de la grâce venant d’un seul homme, Jésus Christ, ont-ils été abondamment répandus sur beaucoup. […] Si par l’offense d’un seul la mort a régné par lui seul, à plus forte raison ceux qui reçoivent l’abondance de la grâce et du don de la justice régneront-ils dans la vie par Jésus Christ lui seul. Ainsi donc, comme par une seule offense la condamnation a atteint tous les hommes, de même par un seul acte de justice la justification qui donne la vie s’étend à tous les hommes. Car, comme par la désobéissance d’un seul homme beaucoup ont été rendus pécheurs, de même par l’obéissance d’un seul beaucoup seront rendus justes,. »

Paul insiste fortement dans ce passage sur l'absence de similarité entre la chute d'Adam et la rédemption par le Christ, cette dernière ayant une puissance et un impact bien supérieurs à la première. Thomas d'Aquin, dans sa Somme théologique, s'appuie fortement sur cette dichotomie développée par Paul pour construire sa théologie, notamment en ce qui concerne les sacrements.
La nature de « Second Adam » du Christ est donc ontologiquement liée à sa Résurrection, même si elle peut être rétrospectivement extrapolée à l'ensemble de sa vie. Le passage de la lettre aux Romains est plus particulièrement centré sur la mort de Jésus, le passage de la première lettre aux Corinthiens plus particulièrement sur sa Résurrection. La pensée paulinienne à ce sujet peut donc être résumée ainsi : Adam représente l'humanité passant de la vie à la mort, le Christ représente l'humanité passant de la mort à la vie.

Dans la Première épître aux Corinthiens, le même Paul emploie l'expression « dernier Adam » au chapitre 15, versets 20 et 21, puis verset 45 à 48 : 

« Mais maintenant, Christ est ressuscité des morts, il est les prémices de ceux qui sont morts. Car, puisque la mort est venue par un homme, c’est aussi par un homme qu’est venue la résurrection des morts. […] C’est pourquoi il est écrit : Le premier homme, Adam, devint une âme vivante. Le dernier Adam est devenu un esprit vivifiant. Mais ce qui est spirituel n’est pas le premier, c’est ce qui est animal ; ce qui est spirituel vient ensuite. Le premier homme, tiré de la terre, est terrestre ; le second homme est du ciel. Tel est le terrestre, tels sont aussi les terrestres ; et tel est le céleste, tels sont aussi les célestes,. »

### Chez Cyrille d'Alexandrie
Cyrille d'Alexandrie, commentant le verset 29 du chapitre premier de l'évangile de Jean, écrit : « l'agneau véritable [Jésus] est conduit pour tous à l'égorgement […] afin de devenir second Adam, non de la terre, mais du ciel ». Dans toute son œuvre, Cyrille exprime fréquemment le salut en termes de retour à l'origine, c'est-à-dire de retour à la situation qui prévalait avant le péché originel. Cependant, le « non de la terre, mais du ciel » montre bien qu'il ne s'agit pas pour lui simplement d'un cycle, mais d'un passage à un état supérieur par l'intermédiaire du Christ ; cet état se caractérise par l'incorruptibilité, la justice et la sanctification.
Pour Paul comme pour Cyrille, bien que les textes les mettent en vis-à-vis, il n'y a pas de strict parallélisme entre les deux Adam : le Christ, ayant vaincu le péché et la mort, rachète éternellement même ceux qui ont vécu avant lui : « [...] à plus forte raison la grâce de Dieu et le don de la grâce venant d’un seul homme, Jésus Christ, ont-ils été abondamment répandus sur beaucoup. [...] Si par l’offense d’un seul la mort a régné par lui seul, à plus forte raison ceux qui reçoivent l’abondance de la grâce et du don de la justice régneront-ils dans la vie par Jésus Christ lui seul ». Le pape Benoît XVI, dans son audience du 3 décembre 2008, insiste sur ce point : « La comparaison que Paul effectue entre Adam et le Christ met donc en lumière l'infériorité du premier homme par rapport à la prééminence du deuxième ».

### Chez Irénée de Lyon
Irénée de Lyon reprend cette thématique, mais en l'adaptant à son argumentaire contre l'hérésie gnostique : ce qui est intéressant pour lui dans le raisonnement développé par Paul, c'est le passage de l'homme psychique à l'homme spirituel : cela implique que l'homme créé initialement n'est pas immédiatement spirituel, contrairement aux thèses gnostiques. Faire le bien ne suffit pas à le devenir, il faut en plus recevoir le Saint-Esprit.
L'interprétation d'Irénée pose que, si l'homme est naturellement mortel, c'est parce que son âme psychique est incapable de lui donner l'immortalité. Mais, en même temps, elle est capable de la recevoir de Jésus-Christ, pour passer ainsi de la condition mortelle du premier Adam à l'immortelle du second. C'est l'incarnation du Fils de Dieu qui permet ce passage du psychique au spirituel, permettant de configurer pleinement l'Homme à la ressemblance de Dieu, et qui s'accomplit pleinement à la Pentecôte par le donc du Saint-Esprit aux hommes.
Dans cette perspective, le salut proposé aux hommes est donc un passage du premier Adam au second, passage par une mort qui ouvre à la vie en plénitude. Le premier Adam et tous les hommes se voient également, dans la perspective irénéenne du salut, proposer le salut ; leur transgression, du fait de leur nature psychique qui les plonge, selon les termes d'Irénée, dans un « état d'enfance », ne saurait être définitive. Irénée ne considère pas en effet qu'Adam ni Ève, représentant l'humanité entière avant le don de l'Esprit, n'étaient dotés d'une intelligence éclairée ni d'une expérience morale aguerrie.

### Chez Nicolas Malebranche
Nicolas Malebranche considère que le salut par Jésus-Christ n'est devenu nécessaire qu'après la faute d'Adam, et qu'Adam aurait remplacé Jésus en tant que figure de l'humain parfaitement uni à Dieu s'il ne s'était pas détourné de lui. La différence entre le premier et le second Adam, du point de vue de Malebranche, est l'usage que chacun de deux fait de sa liberté ; à cette différence près, leurs âmes humaines sont semblables, le premier Adam étant « heureux et parfait » avant sa chute. Ce raisonnement permet à Malebranche d'insister sur la parenté entre l'âme de Jésus et celle de chaque être humain : « Tous les esprits doivent avoir les mêmes pensées et les mêmes inclinations que l’âme de Jésus ». Le Christ comme second Adam est dès lors nécessaire à l'âme humaine pour l'éclairer.

### Chez Hans Urs von Balthasar
La théologie de Hans Urs von Balthasar, très centrée sur le mystère du Salut, place le Christ dans une mission réellement substitutive — « real-stellvertretende Sendung » —. Dans ce cadre, le second Adam est celui qui rejoint, par son action conjointe et sa Passion conjointe — respectivement Mit-Tun et Mit-Leiden — tous ceux qui sont loin de Dieu pour leur ouvrir un espace de mission chrétienne, espace dans lequel les rédimés peuevnt à leur tour recevoir une part à son action et à sa passion salutaire pour le monde,.

### Dans la théologie du corps de Jean-Paul II
Le pape Jean-Paul II développe durant tout son pontificat une vaste théologie du corps dans laquelle le thème du premier et du second Adam revient souvent. Ainsi, en conclusion du Jubilé de l'an 2000, la nuit de Noël 2000, évoque « Adam, premier homme vivant ; le Christ, être spirituel qui donne la vie ». Il rejoint Irénée sur le sens de l'Incarnation, grâce à laquelle « Dans le Nouveau-né déposé dans une mangeoire, nous saluons le nouvel Adam » et prolonge ce constat en élargissant le salut à « toute l'humanité, destinataire de la grâce du second Adam, mais aussi toujours héritière du péché du premier Adam ».
Jean-Paul II interprète la dualité effectuée par Paul entre « ancien » et « nouvel » Adam comme s'intégrant entre les deux pôles de la Création et de la Rédemption. Cette distinction n'est pas seulement chronologique, mais perçue comme une tension inhérente à l'Homme. Ainsi, pour Jean-Paul II, l'homme « céleste » (équivalent de l'homme « spirituel » d'Irénée) ne s'oppose pas à l'homme « terrestre » (« psychique » chez Irénée) mais en est l'accomplissement et la confirmation. Il rejoint donc Irénée sur la potentialité, dont fait preuve l'être humain, à accueillir en lui le Christ, c'est-à-dire l'homme nouveau.

## Le second Adam dans l'art
La célébration de Jésus-Christ comme « nouvel Adam » est particulièrement présente dans les églises orthodoxes, notamment à travers la vénération des icônes. En effet, cette vénération est justifiée théologiquement par l'incarnation de Jésus, qui s'est fait homme ou « nouvel Adam ». Jésus est souvent, comme dans la fresque affichée en haut de cet article, représenté en train de sauver Adam et Ève, et par là toute l'humanité, du péché et de la mort.

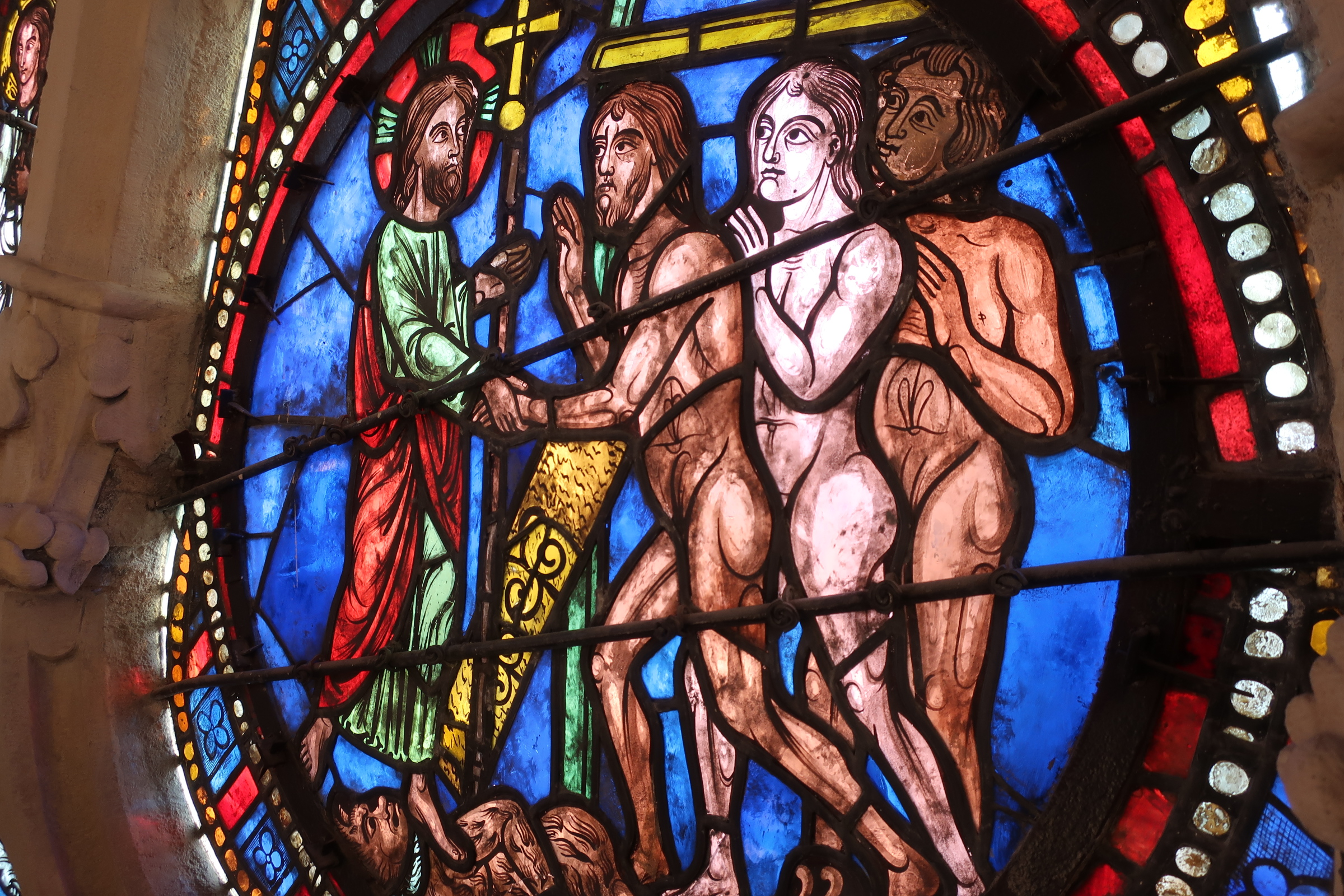
Détail de la rosace méridionale de la primatiale Saint-Jean, à Lyon, dite « des deux Adam ». Le médaillon situé tout en bas montre le second Adam tirant Adam et Ève des Enfers.

Le thème du second Adam est également présent dans de nombreux viraux. La rosace méridionale du transept de la primatiale Saint-Jean de Lyon est dite « des deux Adam » et est entièrement consacrée à ce thème. Les grands médaillons y présentent en vis-à-vis le récit de la chute d'Adam (à droite) et du Salut (à gauche). Le médaillon situé tout en bas permet la jonction des deux histoires : il représente une descente aux Enfers, dans laquelle le Christ mort vient tirer de leur tombe Adam et Ève, et par là toute l'humanité, avant de les attirer à la vie éternelle par sa résurrection. Dans les deux cathédrales de Bourges et de Chartres, le thème des deux Adam est abordé dans le vitrail du Bon Samaritain. Celui de Chartres fait implicitement le lien entre le Samaritain qui prend soin du blessé et le Christ qui prend soin d'Adam. Le lien est plus explicite encore dans celui de Bourges, dans lequel le second médaillon central en partant du haut, qui montre l'attaque du voyageur par les brigands, est entouré de quatre scènes montrant la création d'Adam, sa chute, et sa recréation après la Résurrection.
Le cardinal anglais John Henry Newman publie en 1865 Le Songe de Gérontius à l'intérieur duquel est composé l'hymne Praise to the Holiest in the height, qui comporte ces vers :
| Anglais | Français |
| --- | --- |
| O loving wisdom of our God! When all was sin and shame, A second Adam to the fight And to the rescue came. | Ô Sagesse aimante de notre Dieu ! Quand tout était honte et péché Un second Adam, pour le combat Et le salut, vint. |